# Орден Территориальной армии
Орден Территориальной армии (англ. Territorial Army Decoration) — военная государственная награда Индии, вручаемая офицерам Территориальной армии за 20 лет образцовой службы.

## История
Награда учреждена 1 февраля 1952 года (с обратной силой с 15 августа 1951 года) указом президента Индии. Положение о награде неоднократно изменялось: 27 марта 1953 года, 24 сентября 1963 года, 4 декабря 1964 года, 8 апреля 1965 года и 10 апреля 1974 года.

## Критерии награждения

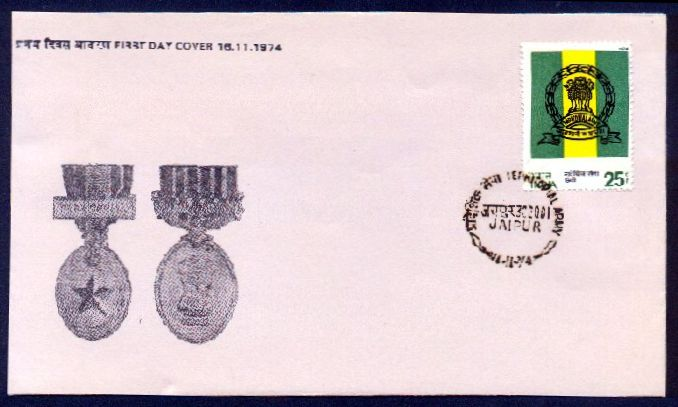
Почтовый конверт в честь Территориальной армии Индии с изображением ордена Территориальной армии

Орден вручается офицерам Территориальной армии за 20 лет безупречной службы с подтверждённой эффективностью. Учёт выслуги лет производится согласно следующим правилам.
Служба засчитывается в двойном размере, если кандидат служил на командной должности в зоне боевых действий в составе:
- Индийской территориальной армии (1939-1945).
- Вспомогательных сил Индии (1939-1945).
- Действительная служба в Территориальной армии в период объявленного правительством чрезвычайного положения.

Служба засчитывается в одинарном размере, если кандидат служил на командной должности:
- В Территориальной армии.
- В регулярной армии, ВМС или ВВС (1939-1945 или в ЧП).

Также служба засчитывается в одинарном размере, если кандидат служил в звании младшего офицера или рядового состава:
- В зоне боевых действий (1939-1945).
- В Территориальной армии в период объявленного правительством чрезвычайного положения.

Служба засчитывается в половинном размере, если кандидат служил числе младшего/рядового состава вне боевых действий или ЧП, или был на тыловых должностях в Вспомогательных силах (1939-1945).
Точные критерии соотнесения сроков, учитываемых для других наград за долгую службу, с данным орденом в регламенте не указаны.
Президент Индии имеет право отменить награждение с изъятием медали, но может восстановить её.

## Описание
Орден имеет овальную форму и изготавливается из стерлингового серебра. По краю аверса изображён венок из лотосов, в центре — позолоченная пятиконечная звезда, на верхнем луче которой расположен позолоченный государственный герб Индии. В центре реверса — рельефное изображение цветка лотоса с бутонами и листьями, над ним — надпись на хинди «За хорошую службу» в виде арки.
Шёлковая лента синего цвета имеет ширину 31,75 мм. Центральная полоса ленты (10 мм) — оранжевая. Четыре синие полосы шириной 4 мм разделены белыми линиями по 1 мм. Оранжевая полоса обозначает самоотверженность и жертвенность. Синие полосы — преданность, а белые — чистоту.
Орден крепится к ленте через серебряную планку с рельефной надписью «TERRITORIAL».
Прямоугольная серебряная медаль с пятиконечной звездой в центре, окружённой овальным венком. Подвеска выполнена в виде кольца с изображением государственного герба Индии. На квадратной планке, к которой крепится лента, выгравировано слово «TERRITORIAL».

## Порядок ношения
Орден носится на левой стороне груди. Разрешается ношение уменьшенной копии ордена (50 % от оригинала). Старшая награды — Дживан Ракша Падак, младшая — Медаль Территориальной армии

## Конверт Первого дня
16 ноября 1974 года Армейская почтовая служба выпустила конверт первого дня, посвящённый Территориальной армии. Хотя на марке не изображены никакие награды, на конверте изображены и орден и медаль Территориальной армии.